# سقوط بهشت
سقوط بهشت؛ پهلوی‌ها و واپسین روزهای شاهنشاهی ایران (به انگلیسی: The Fall of Heaven: The Pahlavis and the Final Days of Imperial Iran)، یک کتاب بازبینی گرایانه تاریخی (تجدیدنظرطلب) پیرامون سقوط دوره پهلوی نوشته تاریخ‌نگار و پژوهشگر نیوزیلندی، اندرو اسکات کوپر (به انگلیسی: Andrew Scott Cooper) است که در ۲۰۱۶ منتشر شد.
این کتاب نخستین بار در تاریخ ۲ اوت ۲۰۱۶ توسط انتشارات هنری هولت و شرکت در ایالات متحده آمریکا به چاپ رسید.

## نویسنده
اندرو اسکات کوپر که زاده کشور نیوزیلند است به عنوان یک پژوهشگر برای سازمان ملل متحد و دیده‌بان حقوق بشر کار کرده‌است. این اثر، دومین پژوهش اندرو اسکات کوپر پیرامون ایران است. نویسنده این کتاب، پیش از این، اثر دیگری را به نام «پادشاهان نفت: چگونه آمریکا، ایران و عربستان تعادل قدرت در خاورمیانه را تغییر دادند» در سال ۲۰۱۱ به چاپ رساند. کوپر دارای دکترای تاریخ از دانشگاه ویکتوریا در نیوزیلند است. اسکات کوپر همچنین در سال ۲۰۱۳، یک دوره فرصت مطالعاتی را در جامعة المصطفی العالمیه در شهر قم در ایران گذرانده‌است. او در نشریاتی همچون فارین پالیسی و گاردین قلم زده‌است. علاوه بر آن پژوهش‌های کوپر در نشریه‌هایی همچون نیویورک تایمز، واشینگتن پست و اکونومیست منتشر شده‌است. او به مدت دو سال نیز در دانشگاه کلمبیا استادیار مدعو بوده و از سال ۲۰۱۷ در بروکسل به عنوان مشاور پژوهشی و نویسندگی، به پژوهش‌های تاریخی خود ادامه می‌دهد.

## درونمایه
کوپر برای نوشتن این کتاب از اسناد طبقه‌بندی نشده دولت فدرال ایالات متحده آمریکا و مصاحبه‌های گوناگونش با افراد مرتبط با دودمان پهلوی از جمله فرح پهلوی استفاده کرده‌است. به گفته برنت جی، نویسنده مروری بر مرکز مطالعات اطلاعات، آژانس اطلاعات مرکزی و یکی از پژوهشگران آژانس اطلاعات مرکزی، این کتاب به‌طور گسترده بر این مصاحبه‌ها متکی بوده‌است. اعضای خانواده در مکان‌های مختلف بودند.او در کتابش محمدرضا پهلوی را یک «یکه‌سالار خیرخواه» معرفی کرده و بیان می‌کند که سید روح‌الله خمینی تصویر نادرستی از محمدرضا پهلوی ارائه کرد. با توجه به متن کتاب؛ تصویری که او از فرح پهلوی، شهبانو سابق ایران ارائه می‌دهد، یک «اصلاح‌گر سرخورده» و کسی است که نسبت به او در متون تاریخی کم‌لطفی شده‌است. کوپر می‌نویسد که فرح پهلوی، موفق‌ترین چهره سیاسی قرن بیستم بود. همچنین کوپر در این کتاب سید موسی صدر را کسی معرفی می‌کند که می‌توانست رهبر اسلامگرایان میانه‌رو در ایران باشد. به گفته او، محمدرضا پهلوی هنگام مواجه شدن با میلیون‌ها نفر از مردم ایران که خواهان سقوط او بودند، دست به کشتار گسترده مردم نزد؛ این کار که از جانب انقلابیون نشان‌دهنده ضعف شاه بود، به گفته نگارنده، دلیلی بر «شجاعت و از خودگذشتگی» وی بوده‌است. کوپر اظهار داشت که مصاحبه‌کنندگان با او راحت تر صحبت می‌کردند زیرا او ایرانی نبود.

## بازخورد
به گفته رهام الوندی، دانشیار علوم سیاسی در مدرسه اقتصاد لندن، عدم آشنایی وی با زبان فارسی موجب شده تا مصاحبه‌شوندگان به سادگی بتوانند وی را تحت تأثیر قرار دهند.
بر اساس متن کتاب، با وجود تنش‌های موجود، محمدرضا پهلوی و موسی صدر نه تنها مخفیانه با یکدیگر در ارتباط بودند، بلکه نویسنده احتمال داده‌است که محمدرضا شاه چند ماه مانده به وقوع انقلاب اسلامی، برای مانع‌تراشی در مقابل اقدامات روح‌الله خمینی از صدر خواسته باشد که به ایران بازگردد.
آرام باکشیان، سخنرانی‌نویس آمریکایی در روزنامه واشینگتن تایمز این کتاب را ستود. او نوشت: «کتاب به طرز کاملی مبتنی بر تحقیق و مستند است» و «همچنین بسیار خواندنی است و نسبت به عظمت موضوع‌اش عدالت را رعایت کرده‌است.»
چارمین چان از روزنامه چینی ساوت چاینا مورنینگ پست، امتیاز چهار از پنج ستاره را به این کتاب اهدا کرد و آن را کتابی «جذب‌کننده» توصیف کرد.
رهام الوندی از نشریه ژورنال خاورمیانه (به انگلیسی: The Middle East Journal) منتشره از مؤسسه خاورمیانه اظهار کرد که این کتاب «یک مرجع جدید تجدیدنظرطلب است.»
دیوید هولاهان از نشریه یواس‌ای تودی به این کتاب سه و نیم ستاره از چهار ستاره اهدا کرد.
جی فریمن از نشریه بوکلیست، کتاب را «یک پژوهش تجدیدنظرطلب خوب» توصیف کرد.
نشریه خبری پابلیشرز ویکلی این اثر را کتابی دانست که «شگفت‌انگیز، متمایز و مرجعی اختصاصی پیرامون شاه و زمام‌داری‌اش» است.
روزنامه نیویورک تایمز در مروری بر این کتاب، از قسمتی که کتاب حول محور موسی صدر سخن گفته یاد کرده‌است و پیرامون آن می‌نویسد: «کتاب بر این واقعه نور جدیدی تابانده‌است.»
برنت جی به این نتیجه رسید که این کتاب «از سایر زندگینامه‌های شاه تا به امروز ظریف‌تر و متعادل‌تر است» اگرچه او معتقد بود که این کتاب از نگاهی به شاه نوشته عباس میلانی پایین‌تر است. او اظهار داشت که اظهارات مثبت «بیش از حد» در مورد پهلوی داشته و بخش‌هایی از فصل‌های ابتدایی «مانند غم‌انگیز خوانده می‌شود که ممکن است [اعضای خانواده و دولت پهلوی] را متقاعد کند که وقت و خاطرات خود را به او قرض دهند». 
باشگاه خبرنگاران جوان (رسانه وابسته به سازمان صدا و سیمای جمهوری اسلامی ایران) انتشار این کتاب را نکوهید و آن را کتابی «ضد ایرانی» لقب داد.

## بخش‌هایی از متن کتاب
او (شاه) چرا اهمیت دارد؟
پاسخ این سؤال برای مسافرینی که از تهران بازدید می‌کنند آشکار است. مسافرینی که از جنوب شهر به تهران می‌آیند، از مسیرهای چندبانده‌ای استفاده می‌کنند که به دستور شاه ساخته شدند. در حومه شهر، آنها از کمربندی‌های سبز عبور می‌کنند که شاه برای محافظت از تهران در برابر گرد و غبار در نظر گرفته بود. در مرکز شهر، بازدیدکنندگان از کنار وزارتخانه‌ها، بیمارستان‌ها، دانشگاه‌ها، مدارس، سالن‌های کنسرت، بناهای تاریخی، پل‌ها، مجتمع‌های ورزشی، هتل‌ها، موزه‌ها، گالری‌ها و از متروهای زیرزمینی عبور می‌کنند که یکی از ده‌ها پروژه ویژه او بودند. این شاه بود که برای پیشرفت تکنولوژی سرمایه‌گذاری کرد و با خریداری راکتورها، برنامه هسته‌ای ایران را آغاز نمود. او از دولت رفاه اجتماعی که امروزه مراقبت‌های بهداشتی و آموزش دولتی را در دسترس همگان قرار داده، پشتیبانی کرد. او کمک هزینه تحصیلی را افزایش داد که موجب شد صدها هزار نفر از دانشجویان ایرانی، از جمله بسیاری از روشنفکران جمهوری اسلامی، بتوانند در برجسته‌ترین دانشگاه‌های آمریکایی و اروپایی تحصیل کنند. شاه جِت‌های جنگی خریداری کرد که نیروی هوایی ایران را به قدرت اول در جنوب غرب آسیا تبدیل کرد. وی اولین پارک‌های ملی و جنگل‌های دولتی را بنیاد نهاد و دستور داد به منظور حفاظت از آب، حیوانات و محیط زیست اقدامات سختگیرانه‌ای صورت گیرد. نباید تعجب کرد که ایران امروز به خانه ارواح مانند شده‌است. مردی که ایران مدرن را بنا نهاد دیگر در خانه نیست اما حضورش همچنان حس می‌شود. شاید این سخن برای انقلابیونی که به‌جای او در ایران به قدرت رسیدند خوشایند نباشد اما ایران امروز نه تنها به آن‌ها بلکه به شاه نیز تعلق دارد.— سقوط بهشت - نوشته اندرو اسکات کوپر - ترجمه نیما نان‌آور، بخش اول، صفحه ۲۱–۲۰

## واژه‌نامه
1. ↑  Benevolent autocrat
2. ↑  Frustrated reformer